# 岡本あずさ
岡本 あずさ（おかもと あずさ、1992年6月21日 - ）は、日本のファッションモデル、女優、タレント。愛知県名古屋市出身。スターダストプロモーション所属。

## 略歴
中学2年の時に、家族旅行で初めて訪れた東京でスターダストプロモーションからスカウトされた。2007年に女子中高生向けファッション雑誌『Seventeen』の専属モデルとしてデビュー。2008年から女優としても活動する。芸能活動と学業の両立が難しくなり、高校2年の途中から通信制の高校へ転入した。
2012年8月号から『non-no』の専属モデルとして活動。
2015年9月、半年遅れで亜細亜大学を卒業した。
2018年8月号で『non-no』を卒業した。その後は『BAILA』『with』のモデルとして活動する。
結婚を機に生活の拠点を地元名古屋に移した。その後も新幹線で東京に通いながら仕事を続けており、2023年10月号から『VERY』のモデルとして活動する。

## 人物
父親は名古屋市内で開業する医師で、母親は専業主婦。4歳上の兄がいる。
2020年6月21日、自身の28歳の誕生日に一般男性と結婚。2023年2月6日に第1子女児の出産を発表した。

## 出演

### テレビドラマ
- 東京少女 岡本あずさ（2008年11月1日 - 29日、BS-i） - 主演[注 1]
- 恋とオシャレと男のコ（2009年4月4日 - 6月27日、BS-TBS） - 主演・あずさ 役
- ケータイ刑事 銭形命（2009年7月4日 - 9月26日、BS-TBS） - 主演・銭形命 役
- タンブリング（2010年4月17日 - 6月26日、TBS） - ヒロイン・里中茉莉 役
- もやしもん（2010年7月8日 - 9月16日、フジテレビ） - 結城蛍 役
- スペシャルドラマ ストロベリーナイト（2010年11月13日、フジテレビ） - 姫川玲子（高校時代） 役
  - ストロベリーナイト（2012年1月10日 - 3月20日）
- 勇者ヨシヒコシリーズ（テレビ東京） - ヒサ 役
  - 勇者ヨシヒコと魔王の城（2011年7月8日 - 9月23日）
  - 勇者ヨシヒコと悪霊の鍵（2012年10月12日 - 12月21日）
  - 勇者ヨシヒコと導かれし七人（2016年10月7日 - 12月23日）
- ほんとにあった怖い話 夏の特別編2011 「同窓会の知らせ」（2011年9月3日、フジテレビ） - 神林恵 役
- とんび（2012年1月7日 - 14日、NHK） - 泰子 役
- コドモ警察 第6話（2012年5月24日、MBS） - 木村菜穂 役
- ビギナーズ!（2012年7月12日 - 9月20日、TBS） - 新島千晶 役[11]
- 鴨、京都へ行く。-老舗旅館の女将日記-（2013年4月9日 - 6月18日、フジテレビ） - 柴田優梨愛 役
- 月に祈るピエロ（2013年10月5日、CBC）
- SPEC〜零〜（2013年10月23日、TBS） - カップル 役[注 2]
- 裁判長っ!おなか空きました! 第13話（2014年1月18日、日本テレビ） - 山下章子 役
- 事件屋稼業2（2014年1月31日、フジテレビ） - 芹沢結希 役
- 下町ボブスレー (テレビドラマ)（2014年3月1日 - 15日、NHK BSプレミアム） - 矢島佳美 役
- 植物男子ベランダー（2014年4月2日 - 9月24日、NHK BSプレミアム） - ヒロイン・木下楓 役
  - 植物男子ベランダー SEASON2（2015年4月16日 - 9月24日、NHK BSプレミアム）
  - 植物男子ベランダー 俺のウィンタースペシャル（2015年12月27日 - 30日、NHK BSプレミアム）
  - 植物男子ベランダー SEASON3（2016年4月7日 - 9月8日、NHK BSプレミアム）
- 金田一少年の事件簿N（neo）（2014年7月19日 - 9月20日、日本テレビ） - 黒河美穂 役
- おやじの背中 第9話（2014年9月7日、TBS） - 松崎のぞみ 役
- なぜ東堂院聖也16歳は彼女が出来ないのか?（2014年10月13日 - 12月16日、名古屋テレビ） - ヒロイン・大堀恵美 役
- 浅見光彦シリーズ34「壺霊」（2014年11月17日、TBS） - 伊丹千寿 役
- スペシャルドラマ「黒蜥蜴」（2015年12月22日、関西テレビ） - 中村紗弥加 役
- 相棒（テレビ朝日） 
  - season14
    - 第18話「神隠しの山」（2016年3月2日） - 富士屋食堂 店員 兼 スナック「みき」ホステス・遠藤里実 役
    - 第19話「神隠しの山の始末」（2016年3月9日） - 富士屋食堂 店員 兼 スナック「みき」ホステス・遠藤里実 役
- グッドパートナー 無敵の弁護士（2016年4月21日 - 6月16日、テレビ朝日） - 茂木さとみ 役[12]
- 視覚探偵・日暮旅人 第1話（2017年1月22日、日本テレビ） - ネイル 役
- ＃セルおつ 第1話「意識高い系女子」（2017年4月29日、ABC） - ズンコ 役
- 特捜9 第4シリーズ 第11話（2021年6月16日、テレビ朝日） - 広田舞 役
- 星新一の不思議な不思議な短編ドラマ「生活維持省」（2022年4月12日、NHK BS4K・BSプレミアム）[13]
- 江戸からきたキラくん（2024年1月2日、東海テレビ） - 高峰雲母 役[14][15]

### 映画
- ケータイ刑事 THE MOVIE3 モーニング娘。救出大作戦!〜パンドラの箱の秘密（2011年2月5日、BS-TBS） - 銭形命 役
- センチメンタルヤスコ（2012年4月21日、る・ひまわり） - 主演・ハタヤスコ / 黒澤東花 役[16][17][18]
- ストロベリーナイト（2013年1月26日、東宝） - 姫川玲子（高校時代） 役
- すべては君に逢えたから 「遅れてきたプレゼント」（2013年11月22日、ワーナー・ブラザース映画） - 大島琴子（青年期） 役
- A.F.O -All For One-（2014年2月22日、メ〜テレ / スターキャット） - 佐々木瞳 役
- エイトレンジャー2（2014年7月26日、東宝） - マチコ 役
- さとるだよ（2015年4月18日、S・D・P） - 宮元麻耶 役
- 家族ごっこ「父の愛人たち」（2015年8月1日、S・D・P）
- ピンクとグレー（2016年1月9日、アスミック・エース）

### バラエティ
- 東京上級デート2 #1 上野の大仏（2014年4月2日、テレビ朝日）
- 痛快TVスカッとジャパン (VTR出演・不定期、フジテレビ)
- パン旅（2019年2月14日、NHK-BSプレミアム）
- THE突破ファイル（VTR出演・不定期　2019年2月21日より、日本テレビ）

### ニュース・スポーツ番組
- Going!Sports&News（2014年3月29日 - 2015年3月28日、日本テレビ） - お天気キャスター[注 3][19]。

### 舞台
- 歌だ!祭りだ!〜BS・TBSサマーパーティーin赤坂BLITZ!ファン感謝祭歌謡祭〜（2009年8月27日、赤坂BLITZ）[注 4]
- 金色のコルダ ステラ・ミュージカル（2010年3月19 - 8月2日、東京 / 神戸） - 主演・日野香穂子 役[注 5][注 6]
- 熱帯男子（2013年2月7日 - 17日、全労済ホールスペース・ゼロ） - 主演・菜々美 役[注 7]
- 朝劇「下北LOVER」（2015年4月26日、下北沢VIZZ） - ゲスト・岡本あずさ役
- AZUMI 幕末編（2015年9月11日 - 24日、新国立劇場 中劇場） - 志乃/お駒 役
- 柿喰う客女体シェイクスピア008「艶情☆夏の夜の夢」（2016年8月4日 - 14日・吉祥寺シアター[東京]、8月18日 - 21日・ナレッジシアター[大阪] ）
- 劇団た組 第13回目公演 「まゆをひそめて、僕を笑って」（2017年4月20日-24日、横浜赤レンガ倉庫1号館3Fホール） - マー 役
- 劇団た組 第15回目公演 「壁蝨」（2017年8月30日、三越劇場） - 大人の藤本真子 役
- タクフェス第5弾 「ひみつ」 （2017年10月19日-12月10日、鹿児島/金沢/富山/新潟/東京/足利/山口/愛知/札幌/大阪） - ナオミ 役
- つじたく (2018) (2018年６月16日、江南市、6月24日、福岡県大野城市、6月29日、札幌市）
- かもめ （2019年4月11日-4月29日・新国立劇場小劇場[東京]、5月2日・兵庫県立芸術文化センター[兵庫]、5月9日・穂の国とよはし芸術劇場PLAT[愛知]） - ニーナ 役
- 鎌塚氏，舞い散る（2019年11月22日-12月11日・本多劇場[東京]、12月14日-15日・サンケイホールブリーゼ[大阪]、12月17日・島根県民会館[島根]、12月20日・金沢市文化ホール[石川]、12月22日・電力ホール[宮城]、12月25日・ウインクあいち 大ホール[愛知]）-円子ミヤ 役
- 内村文化祭 '20配信（2020年9月25日・26日、横須賀芸術劇場 大ホール）

### 配信ドラマ
- 神の雫/Drops of God（2023年9月15日、Hulu）- 片瀬百合香 役[20]

### 書誌
- SDP Bunko 「果実」 / 梶井基次郎・太宰治他（2009年7月27日、SDP） - 表紙

### CM
- BIG ECHO（2011年 - 2012年）
- グリコ乳業 ドロリッチ（2013年 - 2014年） - ドロリッチガールズ[注 8][21]。
- TOYOTA 「MARK X　Yellow Label」（2014年 - 2015年）
- エアウィーヴ（2015年 - 2016年）
- ライオン NONIO 「ひらけ、自分。」（2018年 - ）
- イミュ デジャヴュ クリームペンシル　(2018年9月 - )

### ミュージックビデオ
- 松下優也 「声にならなくて feat.Sista」（2010年6月2日）[注 9]
- CHIHIRO 「WOMAN（Full ver）」（2011年5月25日）[注 10]
- 指田郁也 「バラッド」（2013年8月7日）
- PrizmaX 「Someday」 （2017年3月29日）[注 11]

### その他
- 第27回東京国際映画祭（2014年） - フェスティバル・ナビゲーター
- BS「Dlife」情報番組『Disney Next』 - ナビゲーター（2015年7月2日）

## 書籍

### 雑誌連載
- Seventeen（2007年 - 2012年、集英社） - 専属モデル
- non-no（2012年8月号 - 2018年8月号、集英社） - 専属モデル[7]